# Арк су Сикон
Арк су Сикон (фр. Arc-sous-Cicon) насеље је и општина у источној Француској у региону Франш-Конте, у департману Ду која припада префектури Понтарлије.
По подацима из 2011. године у општини је живело 657 становника, а густина насељености је износила 23,06 становника/km². Општина се простире на површини од 28,49 km². Налази се на средњој надморској висини од 780 метара (максималној 1.142 m, а минималној 776 m).

## Демографија
| 1962. | 1968. | 1975. | 1982. | 1990. | 1999. | 2011. |
| ----- | ----- | ----- | ----- | ----- | ----- | ----- |
| 612   | 648   | 598   | 604   | 507   | 532   | 657   |

График промене броја становника у току последњих година